# Tadeusz Przyłęcki
Tadeusz Przyłęcki (ur. 12 listopada 1871, zm. 17 kwietnia 1943 w Bierwcach) – polski prawnik, adwokat i polityk.

## Życiorys
Syn powstańca styczniowego Bolesława Przyłęckiego h. Śreniawa (1844–1926) i Seweryny z Romanowskich h. Boża Wola  (1850–1930).
Polityk związany z obozem endecji, w latach 1916–1918 prezydent Radomia. Był wieloletnim wicedziekanem rady adwokackiej. Prowadził swoją kancelarię adwokacką w Radomiu przy ul. Lubelskiej 20 (obecnie ul. Żeromskiego). 
Był mężem Stanisławy z Proszkowskich h. Łada (1883–1953), z którą miał trzy córki: Marię po mężu Chądzyńską (1902–1974), Wandę (1904–1994) i Zofię po mężu Antoszewską (1906–1980).
Zmarł 17 kwietnia 1943 w Bierwcach. Pochowany na cmentarzu parafialnym w Lisowie k. Białobrzegów.

## Ordery i odznaczenia
- Krzyż Oficerski Orderu Odrodzenia Polski (27 listopada 1929)[3]